# Waipoua (fleuve du Northland)

Le fleuve Waipoua  (en anglais : Waipoua River) est un cours d’eau de la région du  Northland dans l’ Île du Nord de la Nouvelle-Zélande.

## Géographie
Il s’écoule vers l’ouest à partir de sa source située dans la chaîne de ‘Parataiko Range ‘ pour atteindre la Mer de Tasman  à 15 kilomètres au sud-est de l’embouchure de Hokianga Harbour. La plus grande partie du parcours du fleuve se trouve dans la  Forêt de Kauri de Waipoua.